# الفهم (علم النفس)
الفهم هو العملية التي يعطي الناس بها معنى لتجاربهم الجماعية. وهو التطوير المستمر بأثر رجعي للصور العقلية التي تبرر ما يفعله الناس.

## تعريف
لا يوجد تعريف واحد متفق عليه للفهم المنطقي، ولكن هناك إجماع على أنه عملية تسمح للناس بفهم القضايا أو الأحداث الغامضة أو الملتبسة أو المربكة. توجد خلافات حول معنى الفهم حول ما إذا كان الفهم منطقيًا أم لا عملية عقلية داخل الفرد، عملية اجتماعية أو عملية تحدث كجزء من المناقشة؛ سواء كانت عملية يومية مستمرة أو تحدث فقط استجابة لأحداث نادرة؛ وما إذا كان الفهم يصف الأحداث الماضية أو يأخذ في الاعتبار المستقبل.  تم تحديد خمس مدارس متميزة في صنع المعنى/صنع المعنى.